# TNT (musikgrupp)
TNT är ett norskt hårdrocksband bildat 1982 i Trondheim. De är bland annat kända för låtarna "10.000 Lovers" och "Intuition", som kom ut omkring 1987–1989.

## Historia
TNT startades i Trondheim 1982 av The Kids-medlemmarna Dag Ingebrigtsen, Ronni Le Tekrø, Steinar Eikum och Morten "Diesel" Dahl.
Gruppen är numera ledd av gitarristen Ronni Le Tekrø, som i intervjuer kallat sin spelstil för "tidlös gitarr". Han blandar idiom från romantiska tonsättares musik med hårdrock för att skapa en skandinavisk hårdrocksstil, som har blivit speciellt populär i Japan.

## Medlemmar
Nuvarande medlemmar
- Ronni Le Tekrø (Rolf Ågrim Tekrø) – sologitarr, gitarr-synthesizer, keyboard, bakgrundssång (1982–1992, 1996– )
- Diesel Dahl (Morten Dahl) – trummor, slagverk (1982–1988, 2000– )
- Ove Husemoen – basgitarr, bakgrundssång (2016–)
- Baol Bardot Bulsara – sång (2017–)

Tidigare medlemmar
- Dag Ingebrigtsen – sång, rytmgitarr (1982–1984, 2008, 2012)
- Steinar Eikum – basgitarr, bakgrundssång (1982–1983, 2008, 2012)
- Morty Black (Morten Skaget) – basgitarr, keyboard, synthesizer, bakgrundssång (1983–1992, 1996–2004)
- Kenneth Odiin (Morten Skogstad) – trummor, slagverk (1988–1989)
- John Macaluso – trummor, slagverk (1990–1992)
- Sid Ringsby (Øystein Ringsby) – basgitarr, kör (2004–2005, 2013)
- Tony Mills – sång (2006–2013)
- Tony Harnell – sång (1984–1992, 1996-–2006, 2012, 2013–2015)
- Victor Borge – basgitarr, bakgrundssång (2005–2012, 2013–2016)

Turnerande medlemmar
- Dag Stokke – keyboard, piano, bakgrundssång (1987–1992, 1996–2011; d. 2011)
- Frode Lamøy – trummor, slagverk (1996–2000)
- Roger Gilton – keyboards, piano, bakgrundssång (2011– )

## Diskografi
Studioalbum
- 1982 – TNT

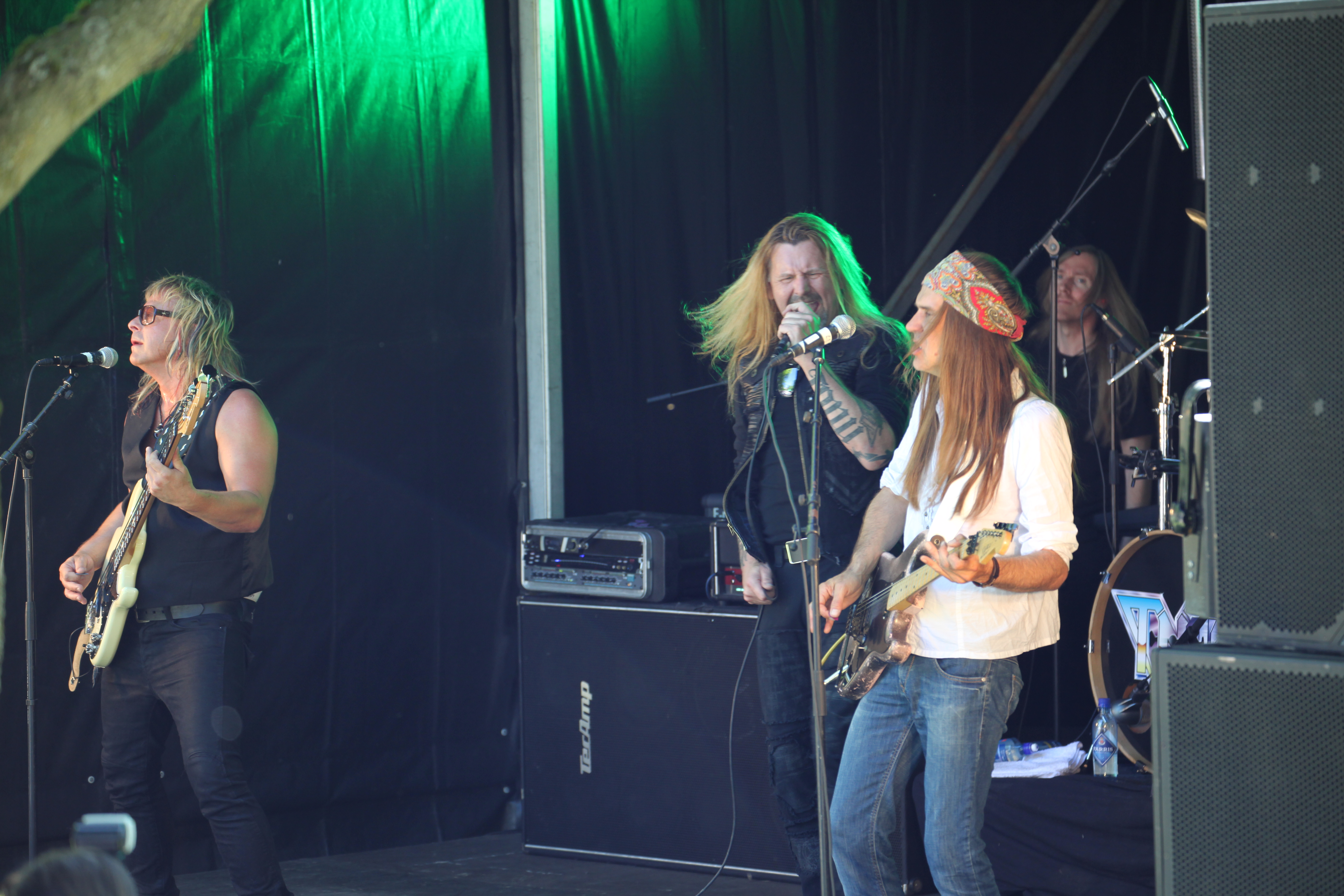
TNT live 2012.

- 1984 – Knights of the New Thunder
- 1987 – Tell No Tales
- 1989 – Intuition
- 1992 – Realized Fantasies
- 1997 – Firefly
- 1999 – Transistor
- 2004 – My Religion
- 2005 – All the Way to the Sun
- 2007 – The New Territory
- 2008 – Atlantis
- 2010 – Engine

Livealbum
- 1993 – Three Nights in Tokyo
- 2006 – Live in Madrid
- 2014 – 30th Anniversary 1982-2012 Live in Concert With Trondheim Symphony Orchestra

EP
- 1984 – TNT
- 2003 – Give Me a Sign
- 2003 – Taste

Singlar
- 1983 – "Harley Davidson" / "USA"
- 1984 – "Without Your Love" / "Knights Of The Thunder"
- 1984 – "American Tracks: Eddie" / "Break the Ice"
- 1984 – "Seven Seas"
- 1987 – "10,000 Lovers (In One)" / "Desperate Night" / "Eddie" (maxi-singel)
- 1987 – "Everyone's a Star" / "Tell No Tales"
- 1987 – "Listen to Your Heart" (promo)
- 1988 – "Caught Between the Tigers" (promo)
- 1989 – "Intuition" / "Forever Shine On"
- 1992 – "Downhill Racer" / "Purple Mountain's Majesty" / "Downhill Racer" (edit) (maxi-singel)
- 2005 – "Sometimes" / "All The Way To The Sun"

Samlingsalbum
- 1996 – Till Next Time - the Best of TNT
- 2003 – The Big Bang - TNT the Essential Collection